# Charlie Gustafsson
Charlie Victor André Gustafsson Ribenius (født 16. februar 1992 i Stockholm) er en svensk skuespiller, primært kendt for sin medvirken som Calle i tv-serien Familien Löwander.
Charlie Gustafssons interesse for skuespil begyndte allerede i barndommen. Han voksede op i stockholmerbydelen Enskede, hvor hans mor arbejdede i en børnehave, og hans far var civilingeniør. Som 6-årig blev Gustafsson ved et tilfælde opdaget af casteren Maggie Widstrand, mens han legede Findus fra en børnebog. Widstrand kontaktede drengens forældre og spurgte ind til, om han måtte prøvefilmes. Efter at have fået tilladelsen, blev Gustafsson testfilmet, men fik ingen roller i første omgang. Et år senere blev han dog tildelt hovedrollen i børneserien Mirakelpojken (2001).

## Skuespillerkarrieren
I perioden 2002-2005 fik han flere mindre roller i tv-serier som Rederiet og Tusenbröder. I 17-18-års-alderen besluttede Gustafsson sig for at vælge skuespillet som karriere, og hans forældre støttede ham og lod ham bo gratis hjemme. Flere og flere roller kom til, blandt andet i kortfilm. Undervejs søgte han ind på teaterskolen, men blev ikke optaget. En dag blev han dog kontaktet af en caster med henblik på at blive afprøvet til én af hovedrollerne i storserien Familien Löwander. Prøvefilmningen gik godt, og han fik rollen.
Under indspilningerne af serien pendlede Gustafsson en del mellem Göteborg, hvor filmens optagelser fandt sted, og hjemmet i Stockholm. Efterfølgende betegner Charlie Gustafsson tv-serien som sit helt store gennembrud i karrieren.

## Filmografi
- 2022 - Andra akten - Felix
- 2021-2022 - Udda veckor (tv-serie) – Tobias
- 2021 - Glöm natten som kommer - Charlie
- 2021 - Smagen af sult - Frederik
- 2020-2021 - Änglavakt (tv-serie) – Gabriel Klint
- 2020 - Far from Now (kortfilm) – Doc
- 2020 - The Swedish Boys – Joel
- 2019 - Kontroll (kortfilm) – Simon
- 2017-2020 - Familien Löwander (tv-serie) – Carl ”Calle” Svensson
- 2017 - Vilken jävla cirkus – Ludvig
- 2017 - Existens (kortfilm) – Mio
- 2016 - Höstmåne (kortfilm) – Jörgen
- 2016 - Walking Home (kortfilm) - ham
- 2015 - Boys on Film 13: Trick & Treat – John
- 2015 - Welcome to Sweden (tv-serie) – skiudlejningsmand
- 2015 - Hoppet (kortfilm) – den håbefulde
- 2014 - Vikingshill (tv-serie) – Markus
- 2014 - Tykkere end vand (tv-serie) – Petter
- 2013 - Sitting Next to Zoe – Kai
- 2013 - IRL – Filip
- 2013 - Inte värra än andra (tv-serie) – Alexander
- 2013 - Boygame (kortfilm) – John
- 2013 - Fjällbacka-mordene - Tyskerungen – Per Ringholm
- 2013 - 10 Gud siffror (kortfilm) – Linus
- 2012 - Flicka försvinner (kortfilm) – Ove
- 2012 - Tjockare än vatten (kortfilm) - Tompa
- 2012 - Dubbelliv (tv-serie) – Niko
- 2012 - Århundradets brott (kortfilm) – Lukas
- 2011 - Processen (kortfilm) – Pelle
- 2011 - Vikan (kortfilm) – drengen
- 2011 - The Stig-Helmer Story – medvirkende
- 2011 - Anno 1790 (tv-serie) – Olof
- 2011 - Coming out (kortfilm) - Joel
- 2011 - Calico (kortfilm) – Jacob
- 2011 - Girl (kortfilm) – Jonas
- 2010 - Riddarvägen 26 (kortfilm) – Erik
- 2010 - Manden der ikke var morder (tv-serie) – Roger Eriksson
- 2010 - Tusen gånger stakara – Viktor
- 2009 - Så olika – medvirkende
- 2009 - I taket lyser stjärnorna - Oscar
- 2005 - Livet enligt Rosa (tv-serie) – Robby T
- 2004 - Falla vackert – Isak
- 2003 - Tusenbröder (tv-serie) – Adam
- 2002 - Hjälp! Rånare (tv-serie) – Sebastain ”Sebbe” Axelsson
- 2001-2002 - Rederiet (tv-serie) – Ragnar Dahlén
- 2001 - Mirakelpojken (tv-serie) – Ronny